# David García de la Cruz
David García de la Cruz (* 16. Januar 1981 in Manresa) ist ein ehemaliger spanischer Fußballspieler.

## Karriere
David García ist einer der zahlreichen Spieler, die es über die Jugend von Espanyol in den bezahlten Fußball geschafft haben. Nach Raúl Tamudo fungierte er als dritter Kapitän und ebenfalls nach Tamudo war er zweitdienstältester Spieler beim kleinen Club aus Barcelona.
Für seine Vereinstreue wurde David García mit dem Gewinn der Copa del Rey in den Jahren 2000 und 2006 belohnt. Sein Vertrag lief vorerst bis Juni 2009, jedoch wurde dieser um zwei weitere Spielzeiten verlängert.
Zur Saison 2011/12 verließ er seinen langjährigen Verein und wechselte zum Zweitligisten FC Girona. Mit Girona erreichte er in der Saison 2012/13 die Play-offs um den Aufstieg, unterlag aber im Finale. In der Spielzeit 2013/14 wurden seine Einsätze seltener. In der Saison 2014/15 saß er meist auf der Ersatzbank. Im Sommer 2015 beendete er seine Laufbahn.

## Erfolge
- Spanischer Pokalsieger: 2000, 2006